# Céphisso
Dans la mythologie grecque, Céphisso[à vérifier] (en grec ancien : Κηφισώ / Kēphisṓ) est l'une des trois muses filles d'Apollon. Ses deux sœurs sont Apollonis et Borysthénis (en).